# Lindlar-katalysator
De lindlar-katalysator is een heterogene palladiumkatalysator, bestaande uit palladium dat aangebracht is op een drager van calciumcarbonaat, die vergiftigd is met diverse vormen van lood en zwavel. De katalysator werd genoemd naar zijn uitvinder Herbert Lindlar, die hem voor het eerst beschreef in 1952.

## Synthese
Hoewel hij commercieel verkrijgbaar is, kan de lindlar-katalysator in het laboratorium bereid worden door de reductie van palladium(II)chloride met mierenzuur, gevolgd door de toevoeging van lood(II)acetaat. De reactie wordt uitgevoerd in een slurry van calciumcarbonaat. Het resultaat is een donkergrijs poeder, dat makkelijk klontert. Naast lood worden vaak nog andere katalysatorvergiften gebruikt, zoals lood(II)oxide, pyridine en chinoline, maar zij worden vaak apart aan het reactiemengsel toegevoegd. Het palladiumgehalte bedraagt typisch 5%.

## Toepassingen en eigenschappen
De voornaamste toepassing van de lindlar-katalysator omvat de selectieve reductie (hydrogenering) van een alkyn tot een cis-alkeen, zonder dat overreductie tot het alkaan optreedt. De oorzaak van de selectiviteit moet gezocht worden in het feit dat de katalysator vergiftigd is met lood (en vaak andere stoffen, zoals amines), waardoor de reactiviteit ten opzichte van het alkeen sterk afgeremd wordt. Een voorbeeld is de reductie van fenylacetyleen tot styreen:
Daarnaast kan de lindlar-katalysator gebruikt worden om organische aziden te reduceren tot amines.
De katalysator kan jaren bewaard worden zonder significant verlies aan activiteit, in tegenstelling tot andere heterogene palladiumkatalysatoren, zoals palladium op koolstof.

## Toxicologie en veiligheid
De lindlar-katalysator is normaal gezien niet pyrofoor. De katalysator moet wel zo droog mogelijk worden bewaard, bijvoorbeeld in een desiccator.